# Muirhead-egyenlőtlenség
A Muirhead-egyenlőtlenség a számtani és mértani közép közötti egyenlőtlenség általánosításaként ismert a matematikában, az előbbinél jóval több esetben használható.

## Az „a-közép”
Bármely valós vektor esetén
{\displaystyle a=\left(a_{1},\dots ,a_{n}\right)}
az x1,…,xn számok „a-közepe” [a] a következő:
{\displaystyle [a]={\frac {1}{n!}}\sum _{\pi }x_{\pi _{1}}^{a_{1}}\cdots x_{\pi _{n}}^{a_{n}},}
ahol az összeg az {1,…,n} számok minden π permutációjára kiterjed.

## Az egyenlőtlenség
Két n dimenziós vektort, a-t és b-t tekintve, az összeg szimmetriája miatt feltehető, hogy
{\displaystyle a_{1}\geq a_{2}\geq \dots \geq a_{n}}
{\displaystyle b_{1}\geq b_{2}\geq \dots \geq b_{n}.}
Minden x1,…,xn nemnegatív szám esetén, [a]≤[b] akkor és csak akkor, ha a következő állítások igazak:
{\displaystyle a_{1}\leq b_{1}}
{\displaystyle a_{1}+a_{2}\leq b_{1}+b_{2}}
{\displaystyle a_{1}+a_{2}+a_{3}\leq b_{1}+b_{2}+b_{3}}
{\displaystyle \qquad \vdots \qquad \vdots \qquad \vdots \qquad \vdots }
{\displaystyle a_{1}+\cdots +a_{n-1}\leq b_{1}+\cdots +b_{n-1}}
{\displaystyle a_{1}+\cdots +a_{n}=b_{1}+\cdots +b_{n}.}

## Aszámtani és mértani közép közötti egyenlőtlenségszármaztatása
Legyen a két vektor, a és b, a következő:
{\displaystyle a=\left({\frac {1}{n}},{\frac {1}{n}},\dots ,{\frac {1}{n}}\right)}
{\displaystyle b=\left(1,0,0,\dots ,0\right).}
A fenti két vektorra teljesül a Muirhead-egyenlőtlenség, tehát bármilyen nemnegatív szám n-esre igaz, hogy [a]≤[b], hiszen
{\displaystyle a_{1}\leq b_{1}}
{\displaystyle a_{1}+a_{2}\leq b_{1}+b_{2}}
{\displaystyle \qquad \vdots \qquad \vdots \qquad \vdots }
{\displaystyle a_{1}+a_{2}+\dots +a_{n-1}\leq b_{1}+b_{2}+\dots +b_{n-1}}
{\displaystyle a_{1}+a_{2}+\dots +a_{n}=b_{1}+b_{2}+\dots +b_{n}.}
Ekkor tetszőleges x1,…,xn nemnegatív számok esetén
{\displaystyle [a]={\frac {1}{n!}}\sum _{\pi }x_{\pi _{1}}^{\frac {1}{n}}\cdots x_{\pi _{n}}^{\frac {1}{n}}={\sqrt[{n}]{x_{1}x_{2}\cdots x_{n}}}}
és
{\displaystyle [b]={\frac {1}{n!}}\sum _{\pi }x_{\pi _{1}}^{1}x_{\pi _{2}}^{0}\cdots x_{\pi _{n}}^{0}={\frac {1}{n}}\left(x_{1}+x_{2}+\dots +x_{n}\right),}
hiszen minden xi-t összeadunk (n-1)!-szor, majd elosztunk n!-sal, így minden számot {\displaystyle {\frac {1}{n}}}-szer adunk az összeghez. Ezekből következik, hogy
{\displaystyle {\sqrt[{n}]{x_{1}x_{2}\cdots x_{n}}}\leq {\frac {1}{n}}\left(x_{1}+x_{2}+\dots +x_{n}\right).}